# Robert Boissau
Pour les articles homonymes, voir Boissau.
Robert Marie Jules Camille Boissau, né le 9 juillet 1886 à Montlignon (Val-d'Oise) et mort le 19 novembre 1950 dans le 15e arrondissement de Paris, était un général français.

## Biographie
Fils d'un représentant de commerce, il est admis à l'École militaire de Saint-Cyr en 1904 (promotion du Centenaire d’Austerlitz). À sa sortie en 1906, il choisit l'arme de l'infanterie et sert dans les chasseurs à pied.
Promu lieutenant en 1908, il est admis par concours à l'École supérieure de Guerre en novembre 1913 et passe capitaine en décembre 1914.
Durant la Première Guerre mondiale, il est employé presque exclusivement en états-majors. Attaché à celui du général adjoint au commandant en chef de 1914 à 1916, il accomplit un stage de commandant de compagnie au 10° BCP  durant la bataille de Verdun, d'avril à août 1916. Il rejoint ensuite l'état-major de la 15e D.I jusqu'à la fin de la guerre. Considéré comme un « officier d'état-major hors de pair », le capitaine Boissau est légèrement blessé à Mesnil-lès-Hurlus en février 1918. Il obtient un total de quatre citations et est fait chevalier de la Légion d'honneur en septembre 1918.
Il sert au sein de l'état-major du général Degoutte comme lieutenant-colonel en 1930. Par la suite, il devient chef de corps du 26e Régiment d'Infanterie.
Nommé général de brigade le 8 décembre 1939, il commande du 2 septembre 1939  au 1er mars 1940 l’infanterie divisionnaire de la 13e division d’infanterie, puis du 1er mars au 26 juin 1940 la 44e division d'infanterie, avec laquelle il participe à la Campagne de France. Il est promu général de division et placé à la tête de la Division d'Oran en 1941 et 1942. Après la libération de l'Afrique du Nord, il commande de février à avril 1943 le Front Sud-Est Algérien, puis la Division de marche d'Oran en mai de la même année. Il achève sa carrière comme inspecteur et directeur des Prisonniers de guerre de l'Axe en Afrique du Nord de 1944 à 1946.
Officier de la Légion d'honneur depuis 1930, il est fait commandeur du même ordre en 1941.

## Sources
- « Cote 19800035/5/626 », base Léonore, ministère français de la Culture Dossier de Légion d'honneur du général Boissau sur le site Léonore.